# 北西奈省
北西奈省（羅馬化：Muḥāfẓet Shamāl Sīnāʾ），是埃及的一個省，位于埃及東北部西奈半島北半部，首府为阿里什。北臨地中海。该省与以色列、巴勒斯坦（加沙地带）接壤。面积27,574平方公里，人口339,752人（2006年统计）。 

## 外部連結
- 官方網頁（页面存档备份，存于）